# Weilar

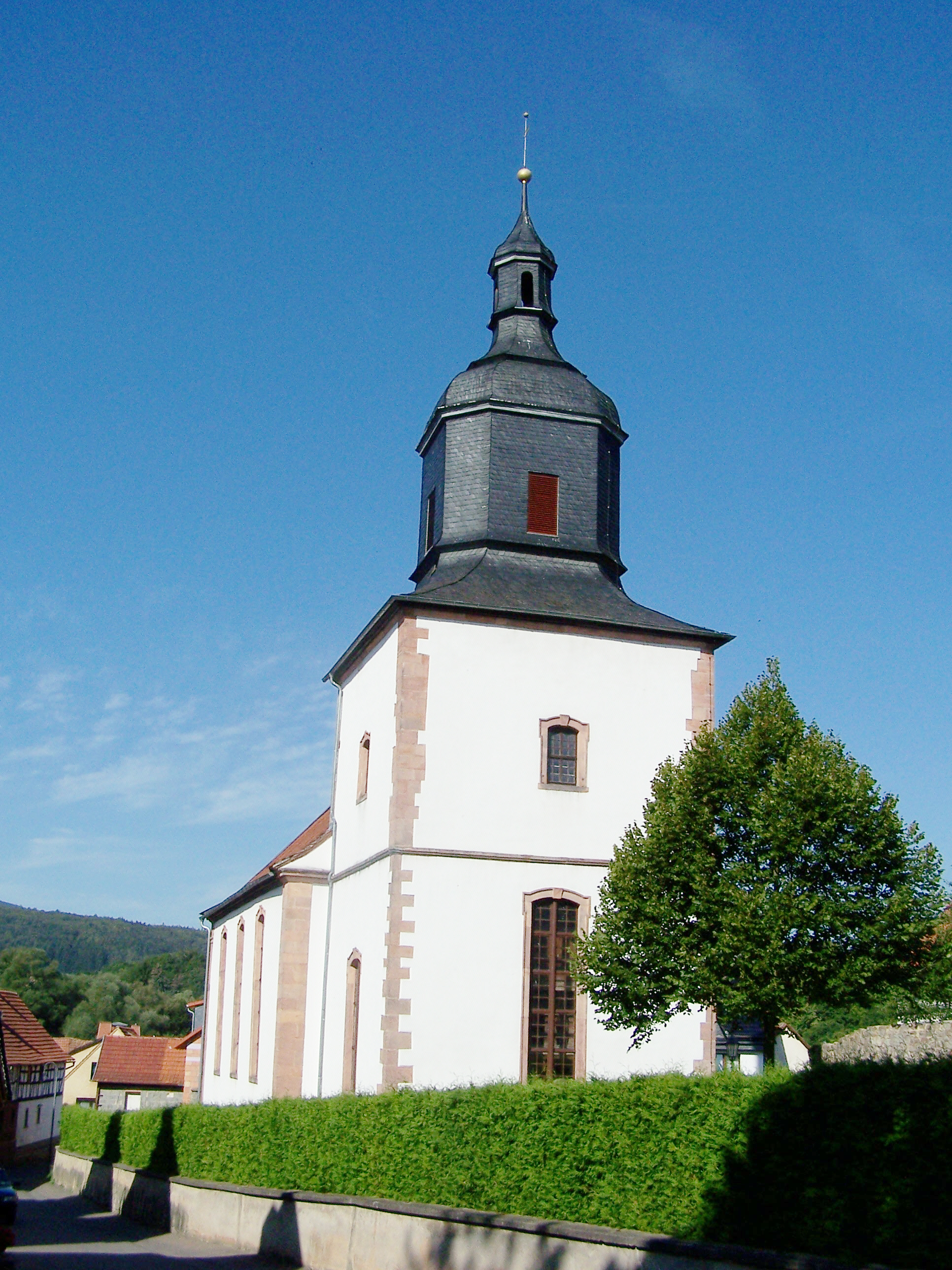
Dorfkirche

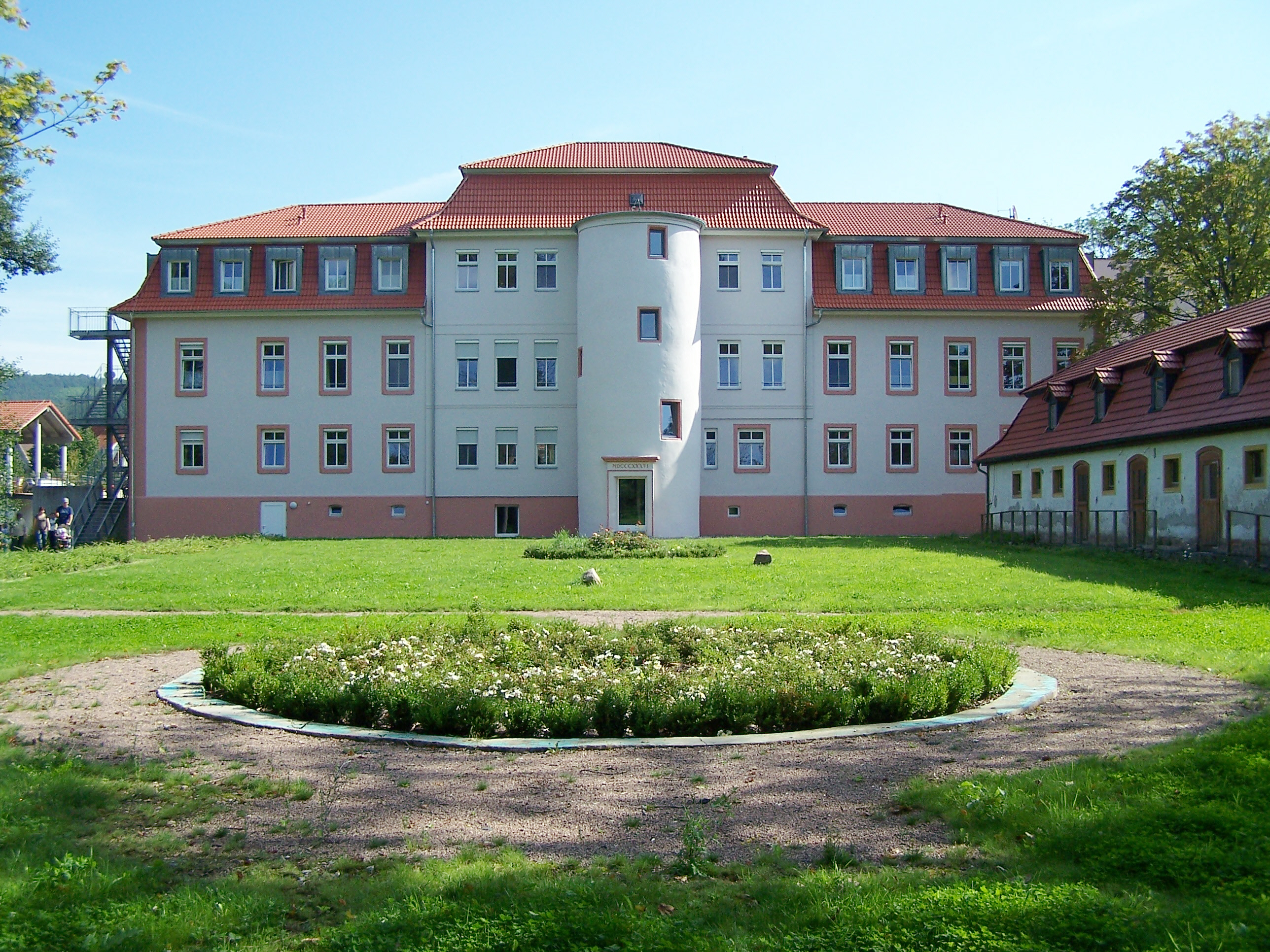
Schloss Weilar

Weilar ist eine Gemeinde im Wartburgkreis im Südwesten Thüringens mit knapp 900 Einwohnern. Der Ortsteil Bayershof hatte am 30. Juni 2009 3 Einwohner. Erfüllende Gemeinde für Weilar ist die Gemeinde Dermbach.

## Lage
Weilar liegt etwa zwei Kilometer südlich von Stadtlengsfeld am nordöstlichen Rand der Thüringer Rhön und wird von der Felda durchflossen. Die Landesstraße 1022 verläuft am Ortsrand durch das Gemeindegebiet.
Nördlich grenzt Stadtlengsfeld an die Gemarkung, im Osten das Stadtgebiet von Bad Salzungen, im Süden Dermbach und im Südwesten die Gemeinde Oechsen.

## Geschichte
Erstmals urkundlich erwähnt wird der Ort im Jahre 1153.  In alten Urkunden und Dokumenten aus jener Zeit wird er auch Wyler oder Wylere genannt. Die Burg von Weilar stand an der Stelle des Schlosses Weilar. 1153 wurde auch ein Ministerialengeschlecht Weilar erstmals genannt. Die Besitzverhältnisse änderten sich ständig, so dass Weilar einmal zum Kloster Hersfeld und später zum Kloster Fulda gehörte. Im Jahre 1498 ist erstmals der Familienname der Boineburgs im Zusammenhang mit dem Ort erwähnt. Ludwig I. von Boyneburg erhielt vom Grafen Wilhelm von Henneberg Lehen zu Weilar. Es gehörte in der Folgezeit zur boineburgischen Herrschaft Lengsfeld.
Weilar war 1663–1713 von Hexenverfolgung betroffen. Neun Menschen gerieten in Hexenprozesse, drei Frauen und ein Mann wurden verbrannt.
Im 18. Jahrhundert wurde die Burg zum Schloss umgestaltet. Reste der Burg sind im Mauerwerk und in den Wirtschaftsgebäuden vorhanden.

## Sehenswürdigkeiten
- Schloss Weilar
- Kirche St. Andreas

## Politik

### Gemeinderat
Der Gemeinderat von Weilar setzt sich aus acht Ratsmitgliedern zusammen.
- Sportverein (SV): 8 Sitze

(Stand: Kommunalwahl am 26. Mai 2024)

### Bürgermeister
Der ehrenamtliche Bürgermeister Harald Fey ist seit 2004 im Amt, er wurde zuletzt am 12. Juni 2022 wiedergewählt.

### Wappen
Das Wappen wurde vom Heraldiker Uwe Reipert gestaltet.
Das Wappen der Gemeinde Weilar ist zweimal gespalten: vorne ein Geviert von Silber und Schwarz, Mitte in Grün ein stilisiertes, rechtsgewendetes, silbernes Maiglöckchen mit 4 Blüten, hinten in Silber ein schwarzes Andreaskreuz. Das silber/schwarze Geviert ist dem Familienwappen der Boineburgs entnommen, deren Familiengeschichte fast ein halbes Jahrtausend mit dem Dorf und dessen Umgebung verbunden war.
Das Maiglöckchen symbolisiert die Lage des Dorfes in der Thüringischen Vorderrhön mit ihrer artenreichen Flora. Das Andreaskreuz fand Eingang in das Wappen als Symbol für die im Ort errichtete evangelische Kirche, welche den Namen des Apostels Andreas trägt.

## Wirtschaft und Infrastruktur

### Wirtschaft
Der Ort ist landwirtschaftlich und touristisch geprägt. Eine ehemalige Wasserkraftanlage wird als Pension bewirtschaftet.

### Verkehr
Weilar liegt an der Landesstraße 1022, welche von Dorndorf zur Bundesstraße 285 und nach Dermbach führt.
Weilar hatte einen Haltepunkt an der Feldabahn (Dorndorf–Kaltennordheim). Die Strecke wurde in den 1990er Jahren stillgelegt und die Gleise zwischen Weilar und Kaltennordheim im Jahr 2008 demontiert.
Die Buslinien 104 und 134 des Verkehrsunternehmen Wartburgmobil verbinden die Ortslage mit den umliegenden Gemeinden.

### Wasser und Abwasser
Die Wasserver- und Abwasserentsorgung wird durch den Wasser- und Abwasserverband Bad Salzungen sichergestellt.

## Persönlichkeiten
- Harry Balkow-Gölitzer (1949–2018), Journalist, Buchautor, Rundfunkmoderator und Liedtexter
- Hans Fräbel (1924–1997), Motorradrennfahrer